# (20526) Bathompson
(20526) Bathompson (1999 RZ45) – planetoida z grupy pasa głównego asteroid okrążająca Słońce w ciągu 3,45 lat w średniej odległości 2,28 j.a. Odkryta 7 września 1999 roku.